# Ulryk Czerwonka
Ulryk (Oldrzych) Czerwonka (czes. Oldřich Červenka, zm. 1465) – rotmistrz, dowódca czeskich oddziałów najemnych walczący po obydwu stronach konfliktu w wojnie trzynastoletniej.

## Życiorys
Z pochodzenia Czech. Początkowo w wojnie trzynastoletniej toczonej między Polską a Zakonem Krzyżackim, walczył po stronie Zakonu dowodząc najemnikami z Czech. Ponieważ przez wiele miesięcy zakon zalegał z płaceniem żołdu, w czerwcu 1457 roku za sumę 190 tysięcy węgierskich florenów Oldrzych Czerwonka sprzedał Polsce krzyżackie zamki w Malborku, Tczewie i Iławie. Dzięki temu, 7 czerwca król Kazimierz IV Jagiellończyk uroczyście wjechał do Malborka (który został kupiony za 180 tysięcy węgierskich florenów), a wielki mistrz Ludwig von Erlichshausen był zmuszony przenieść siedzibę Zakonu do Królewca. W nagrodę Czerwonka otrzymał nadania zamków w Kowalewie, Świeciu i Golubiu, gdzie sprawował urząd starosty oraz godność pierwszego starosty królewskiego na zamku w Malborku. W latach 1457–1458 Ulryk Czerwonka walcząc po polskiej stronie bronił Malborka przed wojskami zakonu krzyżackiego. Po jego interwencji z polskiej niewoli został zwolniony Bernard Szumborski.
W 1460 roku na skutek intryg zakonu krzyżackiego, Czerwonka został oskarżony (chodziło o sprzedaż zamków Polsce) i zmuszony do powrotu do Pragi, gdzie został uwięziony przez króla Jerzego z Podiebradów. Po dwóch latach uwolniono go dzięki polskiej interwencji. Powrócił do Polski i jeszcze w 1462 roku wziął udział w odbiciu miasta Golubia z rąk wojsk krzyżackich dowodzonych przez Bernarda Szumborskiego.